# پورت‌استیوارت
پورت‌استیوارت (به انگلیسی: Portstewart) یک منطقهٔ مسکونی در بریتانیا است که در شهرستان لندندری واقع شده‌است. پورت‌استیوارت ۸٬۰۲۹ نفر جمعیت دارد.